# Holismo semántico
El holismo semántico es una doctrina de la filosofía del lenguaje que sostiene que una cierta parte del lenguaje, sea un término o una oración completa, sólo puede ser entendida mediante sus relaciones con un (previamente comprendido) segmento más amplio de este lenguaje. Hay una polémica considerable acerca de en qué consiste exactamente ese segmento más amplio del lenguaje. En los últimos años, el debate en torno al holismo semántico (que es uno entre los muchos tipos de holismo que son discutidos en la filosofía moderna) ha tendido a centrarse en la opinión de que el segmento en cuestión consiste en el lenguaje completo. 